# Nižný Klátov
Nižný Klátov (Hongaars: Alsótőkés) is een Slowaakse gemeente in de regio Košice, en maakt deel uit van het district Košice-okolie.
Nižný Klátov telt 711 inwoners.